# Río Aura (Finlandia)

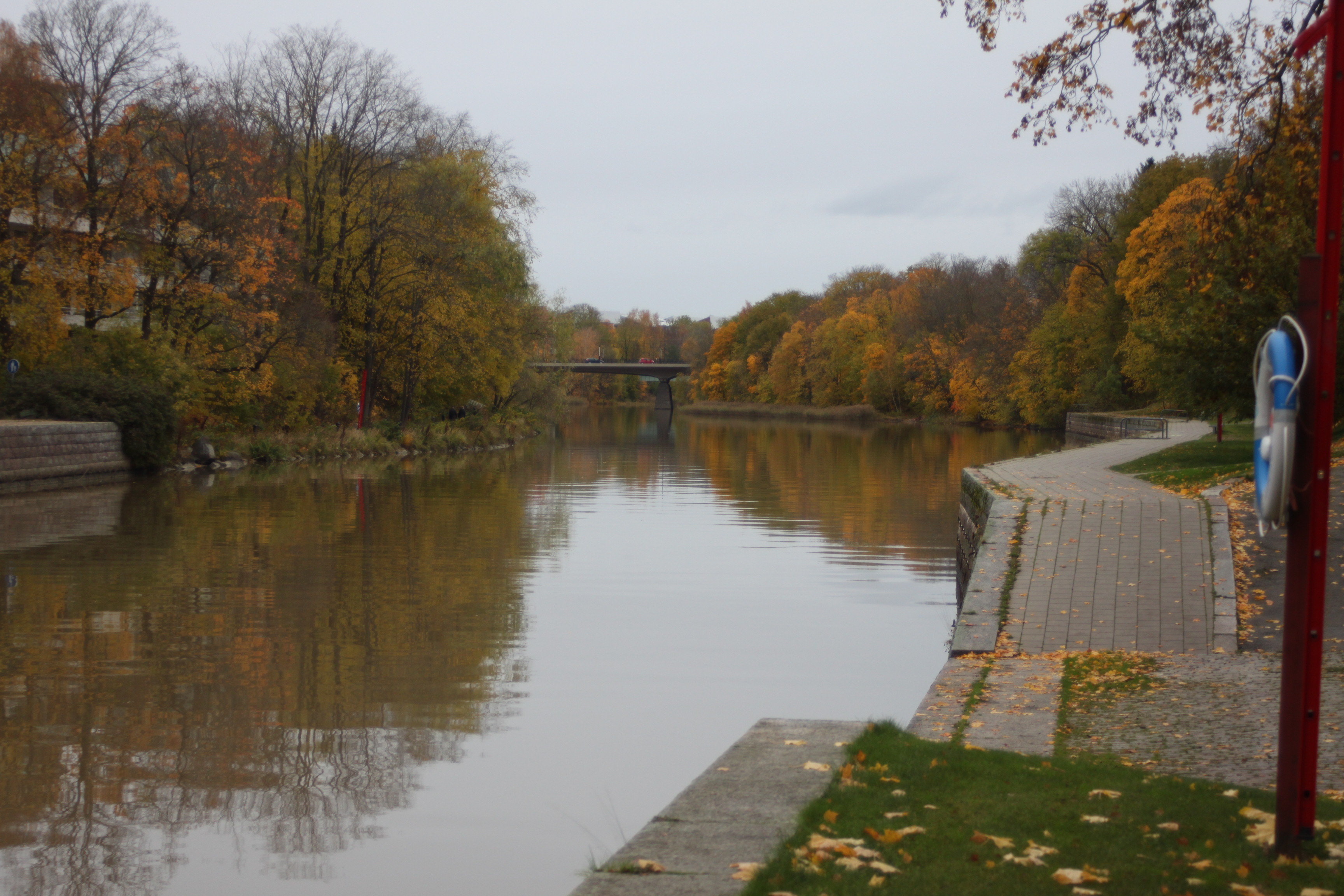
Río Aura

El Aura (finlandés Aurajoki; sueco Aura å) es un río en el suroeste de Finlandia. Sus orígenes están en la ciudad de Oripää, y fluye a través de Pöytyä, Aura y Lieto antes descargar sus aguas en el mar del Archipiélago en el centro de la ciudad de Turku. Las aguas del río Aura son de color marrón. La longitud total del río es de unos 70 km, y contiene once rápidos, el mayor de ellos es el Nautelankoski en Lieto. El agua corriente que se bebe en la región de Turku se extrae del Aura, el abastecimiento secundario de agua de la ciudad si sitúa a la altura de los rápidos de Halinen.
La palabra «Aura» parece provenir del arcaísmo sueco que significa vía navegable (aathra, que todavía está en uso bajo la forma ådra), pero en finés se traduce como «arado», nombre del que está a la altura. Situada en una zona agrícola, se vuelve turbio por la escorrentía de las fincas cercanas y la eutrofización es su mayor amenaza. Su condición ha mejorado desde la década de 1970 y el río Aura está lo suficientemente limpio como para albergar especímenes de salmón.
Las orillas del río han sido habitadas en asentamientos al menos 6000 años atrás. Es notable su repercusión en el patrimonio cultural en Finlandia. La archidiócesis de Finlandia se ha situado cerca del río desde el siglo XIII.

## Galería

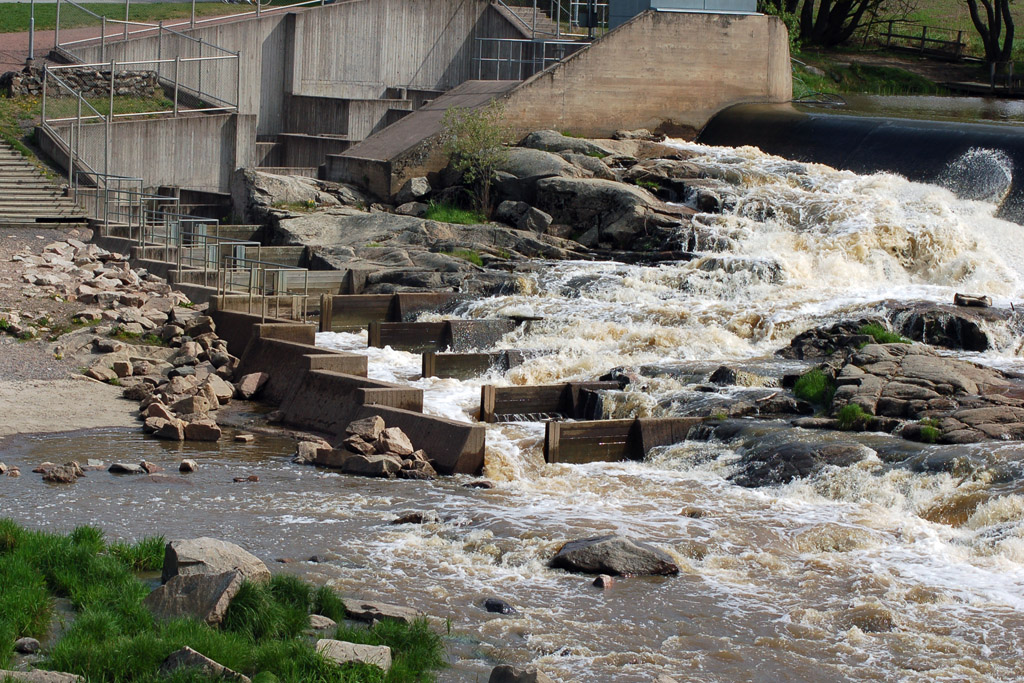
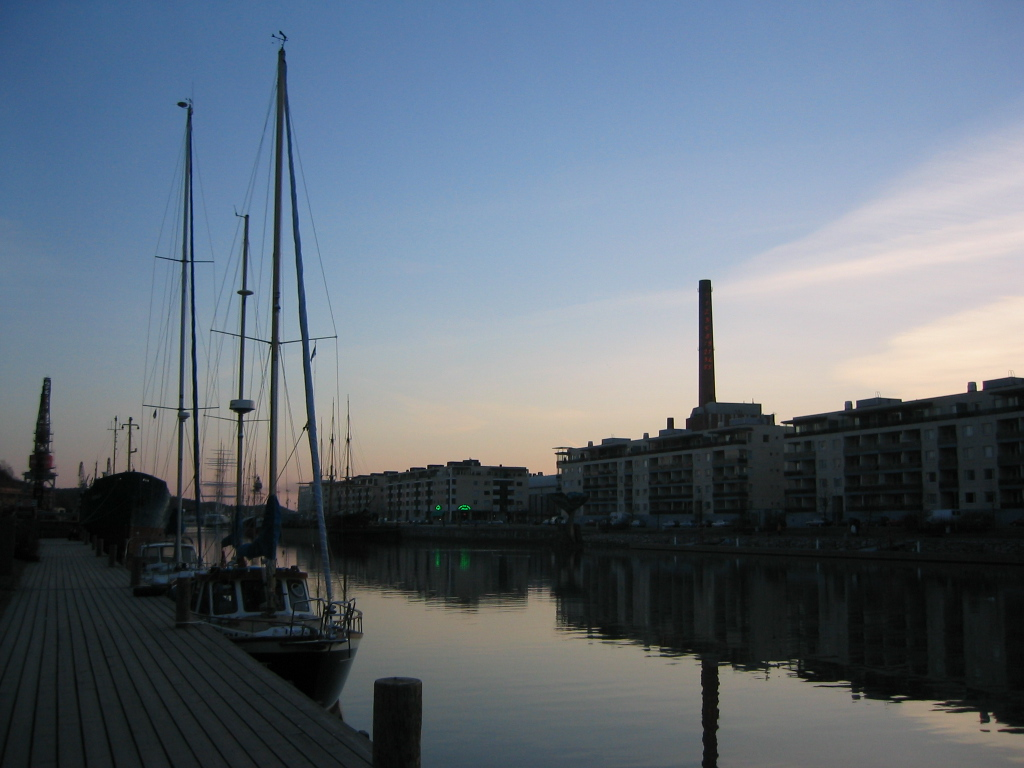
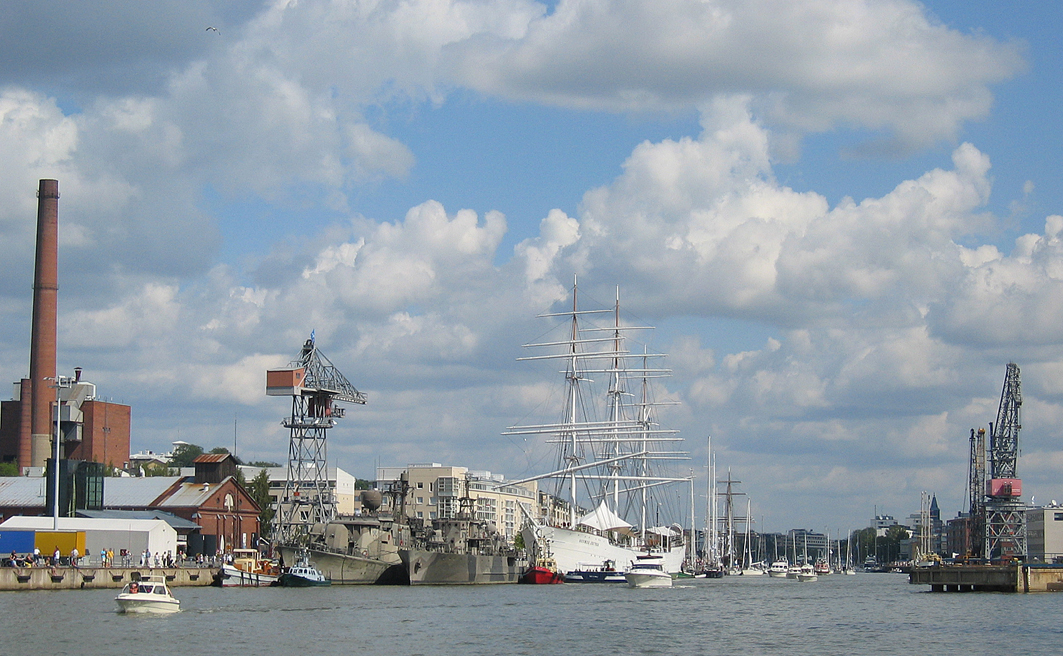
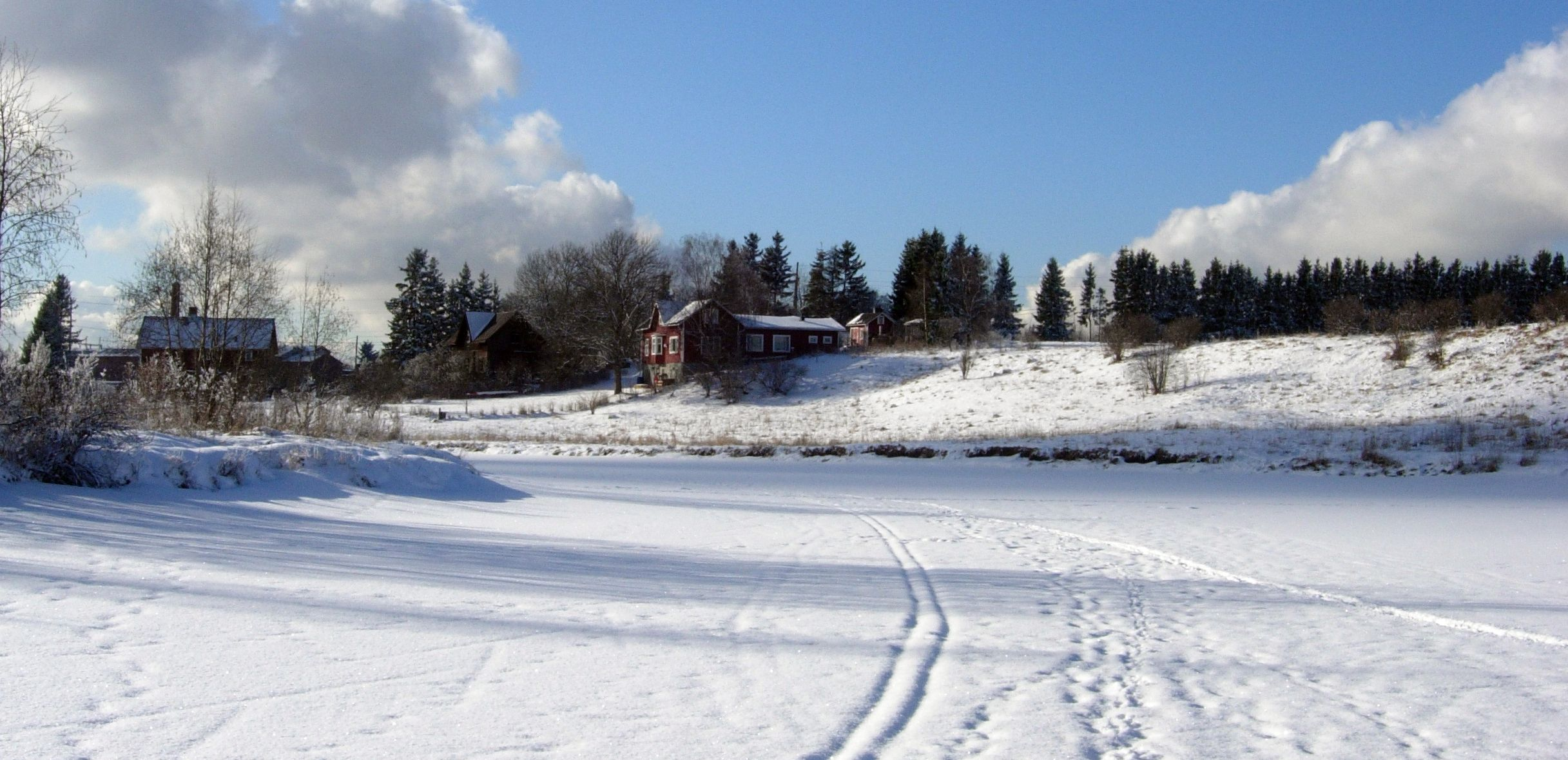